# Hofmann Forest
Hofmann Forest es un territorio no organizado ubicado en el  condado de Onslow en el estado estadounidense de Carolina del Norte. En el año 2010 tenía una población de 5 habitantes.

## Geografía
El territorio de Hofmann Forest se encuentra ubicado en las coordenadas 34°52′33.65″N 77°22′37.79″O / 34.8760139, -77.3771639.